# Ґо Вей
Ґо Вей (кит.: 郭威; піньїнь: Guō Wēi), храмове ім'я Тайцзу (кит.: 太祖; піньїнь: Tàizǔ; 10 вересня 904 — 22 лютого 954) — засновник і перший імператор Пізньої Чжоу періоду п'яти династій і десяти держав.

## Життєпис
Був сином Ґо Цзяня (郭簡), префекта Шуньчжоу (сучасний район Шуньї, Пекін). Невдовзі його батька вбили люди генерала Лю Женьгуна (династія Тан), які завоювали Шуньчжоу. Дуже скоро померла і його мати.
Малого Ґо Вея взяв на виховання місцевий військовик. Вже підлітком Ґо Вей почав захоплюватись алкоголем та іграми, часто брав участь у бійках. У 17-річному віці, тікаючи від арешту, переїхав до Хугуаня й невдовзі пішов до війська одного з полководців Лі Цуньсюя.
Після проголошення 923 року Пізньої Тан Ґо Вей, здібний до математики, став офіцером. Також він захоплювався історичними працями, зокрема «Весняними й осінніми анналами Шістнадцяти держав».
927 року імператор Лі Сиюань особисто очолив похід проти повстанців під проводом Чжу Шоуїня. Го Вей був серед тих, хто першими підкорили стіни Сюнь (сучасна провінція Хенань). Генерал Ші Цзінтан, під командуванням якого служив Ґо Вей, зауваживши його схильність до літератури, доручив йому керівництво військовою канцелярією. Відтоді молодий Ґо Вей мав повагу серед більшості генералів і міністрів.
Переживши повалення двох династій (Пізньої Тан і Пізньої Цзінь), Гао Вей став військовим радником Лю Чжиюаня, засновника Пізньої Хань. Однак 948 року на трон зійшов малолітній Лю Чен'ю, й Ґо Вей почав готуватись до повалення влади. Йому вдалось реалізувати свої плани на початку 951 року, коли він усунув з трону Лю Чен'ю та проголосив про створення нової династії — Пізньої Чжоу.
Він став першим імператором китайського походження в північному Китаї з 923 року. Проводив реформи, спрямовані на зниження податкового навантаження на селян. Період його володарювання вважається вдалим, однак він був нетривалим — вже за три роки Ґо Вей помер від хвороби. На троні його замінив Чай Жун, племінник, який виховувався в родині імператора.

## Девізи правління
- Ґуаншунь (廣順) 951—954
- Сяньде (顯德) 954